# Iacopo Melio
Iacopo Melio (San Miniato, 28 aprile 1992) è un giornalista, scrittore, politico e attivista per i diritti umani e civili italiano.

## Biografia
Figlio di Claudio, operaio, e Barbara, insegnante, Iacopo Melio è nato con la sindrome di Escobar, una sindrome genetica rara per la quale non esiste ricerca per la prevenzione o la cura, e utilizza una sedia a rotelle per spostarsi; ha spesso ironizzato sulla sua condizione, affermando ad esempio di essere nato "con quattro ruote per spostarsi perché nato comodo". Ha una sorella minore, Costanza, nata nel 2007.
Nel 2022 ha interpretato il personaggio di Zoli, un ragazzo disabile vittima di cyberbullismo, nel film Ragazzaccio di Paolo Ruffini. Dal luglio 2023 è membro del Mensa.

### Attivismo
Diplomatosi nel 2011 al liceo scientifico, si è successivamente laureato in Scienze politiche, curriculum in "comunicazione, media e giornalismo", presso l'Università degli Studi di Firenze nel 2020. Nel frattempo, nel 2014 ha avviato una campagna di sensibilizzazione online usando l'hashtag #Vorreiprendereiltreno, che ha riscosso successo a livello internazionale e ha visto coinvolto anche il cantante Lorenzo Baglioni, che ha cantato con Melio la canzone Canto anch'io (No, tu no!), cover della canzone di Enzo Jannacci Vengo anch'io. No, tu no; nell'anno successivo ha fondato un'ONLUS omonima, di cui è stato presidente fino al 2020. Per il suo impegno come attivista per i diritti umani e civili, il 29 dicembre 2018 il Presidente della Repubblica Sergio Mattarella lo ha nominato motu proprio Cavaliere dell'Ordine al Merito della Repubblica Italiana.

### Attività giornalistica ed editoriale
Nel 2016 ha iniziato a collaborare con il giornale online Fanpage.it, nel 2019 ha avviato altre collaborazioni con The Post Internazionale e La Repubblica, mentre nel 2021 con Vanity Fair Italia e Next Quotidiano.
Ha pubblicato sette libri: Parigi XXI, un romanzo autobiografico in prosa e poesia; Faccio salti altissimi, un'autobiografia; Buonisti, saggio semi-serio sull’intolleranza e l'odio, in particolar modo online; Tutti i fiori che sei, una raccolta di storie dedicata alla sorella; È facile parlare di disabilità (se sai davvero come farlo), un manuale sulla comunicazione inclusiva, La ricetta di Luce nella città di Fretta, un albo illustrato per educare alla gentilezza dedicato soprattutto all'infanzia; e Ma i disabili fanno sesso?: 100 risposte semplici a 100 domande difficili, un pratico manuale sulla disabilità che tra vari temi si concentra su socialità e sessualità. Ha anche preso parte a due conferenze TEDx, nel 2017 e 2019, ed è stato un TEDx Coach per un’edizione del 2023.

### Attività politica
Il 21 luglio 2020 ha annunciato la sua candidatura alle elezioni regionali in Toscana del 2020 nelle file del Partito Democratico, di cui è stato capolista nella circoscrizione Firenze 1, dove il 20-21 settembre dello stesso anno, con 11233 voti, il più alto numero di preferenze, è stato eletto consigliere regionale.
Il 26 luglio 2022 è stato nominato membro dell’Osservatorio regionale della legalità della Toscana, presieduto da Don Andrea Bigalli, referente di Libera per la stessa regione.
Il 12 marzo 2023 entra a far parte dell’Assemblea e della Direzione Nazionale del Partito Democratico e un mese dopo la segretaria Elly Schlein lo nomina responsabile del “Dipartimento nazionale Inclusione, contro ogni barriera” del PD.

## Premi e onorificenze
- Premio "Cittadino Europeo"

«Per aver tradotto in pratica i valori della solidarietà e della cooperazione internazionale.»
— Parlamento Europeo, 22 settembre 2017
- Premio CILD per le libertà civili - Miglior giovane attivista italiano — Coalizione Italiana Libertà e Diritti Civili, 4 dicembre 2018[31]
- Comunicatore toscano dell'anno

«Per essersi distinto nel comunicare e divulgare un tema, un messaggio di rilevanza sociale, un’immagine positiva della Regione Toscana.»
— Corecom, 7 dicembre 2018
- Premio SuperAbile - Sezione comunicazione

«Per l'incisività, l'originalità, la costanza con le quali porta avanti, con impegno e passione, la battaglia per la tutela dei diritti delle persone con disabilità.»
— INAIL, 3 dicembre 2021
- Premio Città Solidale 2022 — Fondazione Città Solidale e Radio Ciak, 21 maggio 2022[34]
- Premio Internazionale SIDIMA 2023 — Società Italiana Disability Manager, 20 aprile 2023[35]
- Premio Bomprezzi - Capulli: menzione speciale "Antonio Giuseppe Malafarina" — Fondazione Cassa Di Risparmio Di Cuneo, Fondazione di Comunità Milano, Christian Blind Mission Italia, 2 dicembre 2024[36][37]

## Opere
- Iacopo Melio, Parigi XXI, postfazione di Guido Catalano, Torino, Miraggi, 2016, ISBN 978-88-99815-09-7.
- Iacopo Melio, Faccio salti altissimi: la mia storia oltre le barriere, tra ruote bucate e amori fuori tempo, Milano, Mondadori, 2018, ISBN 978-88-04-68602-6.
- Iacopo Melio, Buonisti, Gallarate, People, 2019, ISBN 978-88-32089-32-5.
- Iacopo Melio e Agnese Innocente, Tutti i fiori che sei: 12 storie per mia sorella, Milano, Rizzoli, 2021, ISBN 978-88-17-14921-1.
- Iacopo Melio, È facile parlare di disabilità (se sai davvero come farlo): la comunicazione giusta per un mondo inclusivo, prefazione di Vera Gheno, Trento, Edizioni Centro Studi Erickson, 2022, ISBN 978-88-590-3033-1.
- Iacopo Melio, Handicap: una parola (libretto), Firenze, Effequ, 2022, ISBN 979-12-80263-51-3.
- Iacopo Melio, La ricetta di Luce nella città di Fretta, Burno Edizioni, 2025, ISBN 979-12-80772-33-6.
- Iacopo Melio, Ma i disabili fanno sesso?: 100 risposte semplici a 100 domande difficili, Il Margine, 2025, ISBN 979-12-5982-146-1.